# میسی بو کرنز
میسی بو کرنز (انگلیسی: Missy Bo Kearns؛ زادهٔ ۱۴ آوریل ۲۰۰۱) بازیکن فوتبال اهل انگلستان است که در پست هافبک برای باشگاه لیورپول در سوپر لیگ زنان انگلستان بازی می‌کند.
وی همچنین در تیم‌های ملی فوتبال زیر ۱۷ سال زنان انگلستان, زیر ۱۹ سال زنان انگلستان، و زیر ۲۳ سال زنان انگلستان بازی کرده است.